# Francis Baily
Francis Baily (Newbury, Berkshire, 28 d'abril de 1774 – Londres, 30 d'agost de 1844), va ser un astrònom anglès. És ben conegut per les seves observacions de les Perles de Baily (Baily's beads) durant un eclipsi de Sol. Bailey va ser un personatge important en la història de la Royal Astronomical Society, en va ser un dels fundadors i la va predir en quatre ocasions.

## Biografia
Baily nasqué a Newbury (Berkshire) sent fill de Richard Baily. Després de viatjar per Amèrica del Nord (1796–1797), Baily entrà a la Borsa de Londres (London Stock Exchange) el 1799. Successivament, va publicar les Tables for the Purchasing and Renewing of Leases (1802), de The Doctrine of Interest and Annuities (1808), i The Doctrine of Life-Annuities and Assurances (1810), va fer una gran fortuna econòmica i es retirà dels negocis l'any 1825, passant a dedicar-se a l'astronomia.

## Obra astronòmica

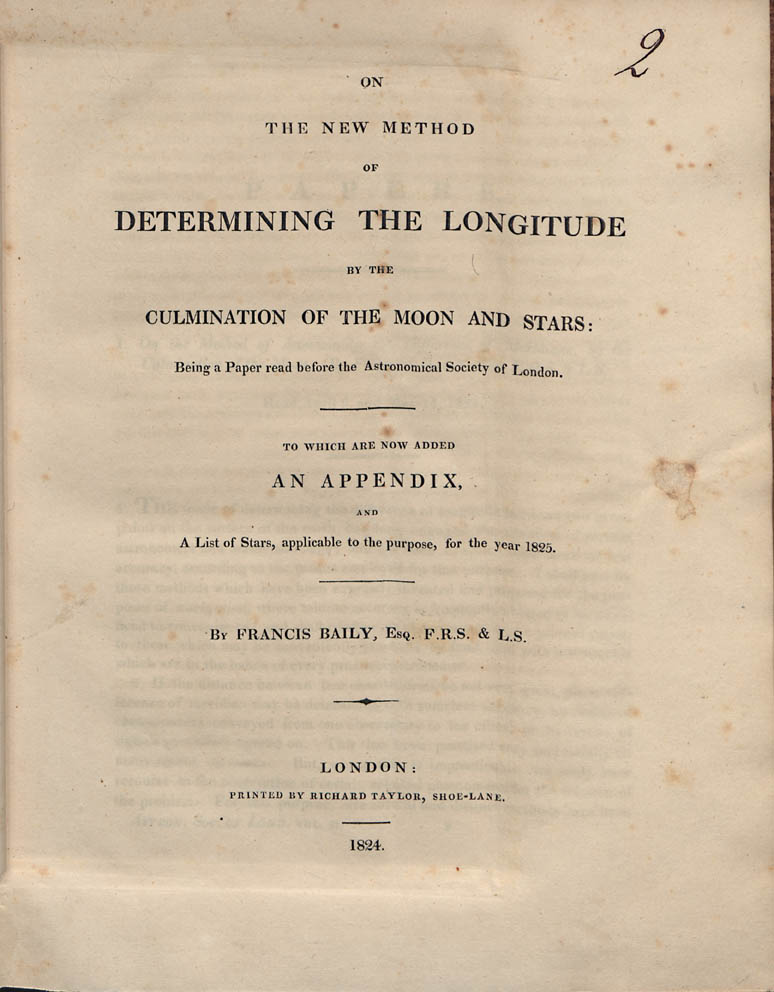
On the new method of determining the longitude by the culmination of the moon and stars, 1824

Cap a l'any 1820 Baily ja havia pres part en la fundació de la Royal Astronomical Society, i en va rebre la seva medalla Gold Medal el 1827 per haver preparat el Catalogue of 2881 stars (Memoirs R. Astr. Soc. ii.). Més tard, el 1843, tornaria a guanyar la Gold Medal. La seva presidència de la Royal Astronomical Society va ser en els anys (1825–27, 1833–35, 1837–39 i 1843–45).
La reforma de l'Almanac Nàutic el 1829 va ser feta a instàncies d'ell. Va ser membre honorari de l'American Academy of Arts and Sciences el 1832. Va recomanar reduir els catàlegs d'estrelles de Joseph de Lalande i Nicolas de Lacaille els quals contenien unes 57.000 estrelles; va supervisar la compilació del catàleg de la British Association, Catalogue of 8377 stars (publicat el 1845); i revisà els catàlegs de Tobias Mayer, Ptolemeu, Ulugh Beg, Tycho Brahe, Edmund Halley i Hevelius (Memoirs R. Astr. Soc. iv, xiii.).
Les seves observacions de "Baily's Beads", durant l'eclipsi anular de Sol del 15 de maig de 1836, a Inch Bonney, Roxburghshire, començà les sèries modernes d'expedicions d'eclipsis. L'eclipsi total de 8 de juliol de 1842, va ser observat pel mateix Baily a Pavia.

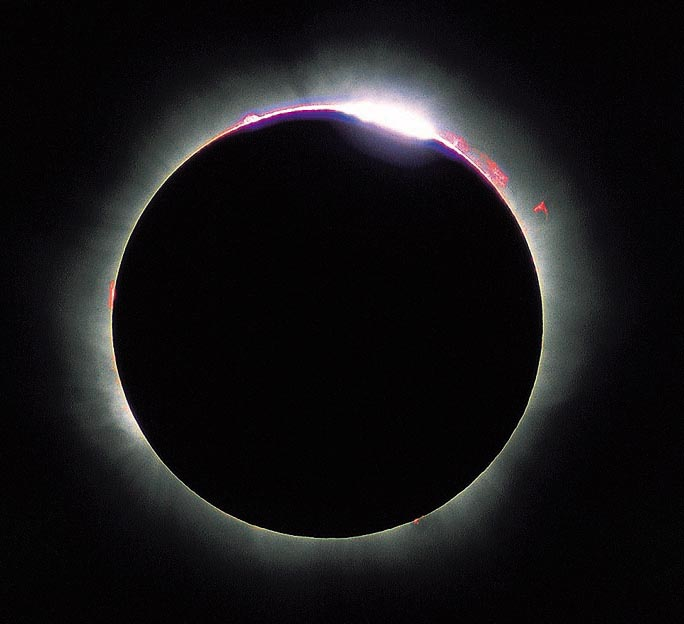
Baily's beads

En un altre treball, completà i discutí els experiments amb pèndol d'H. Foster que deduïen l'el·lipcitat de la terra en 1/289.48 (Memoirs R. Astr. Soc. vii.). Va fer operacions laborioses per determinar la densitat mitjana de la Terra, portada a terme pel mètode de Henry Cavendish (1838–1842), que donaren el valor de 5,66.
El cràter lunar Baily rep el seu nom i també l'aliatge Baily's metal (16 parts de coure, 2,5 parts d'estany, 1 part de zinc).